# Société Industrielle Genevoise de Mécanique et d’Automobiles

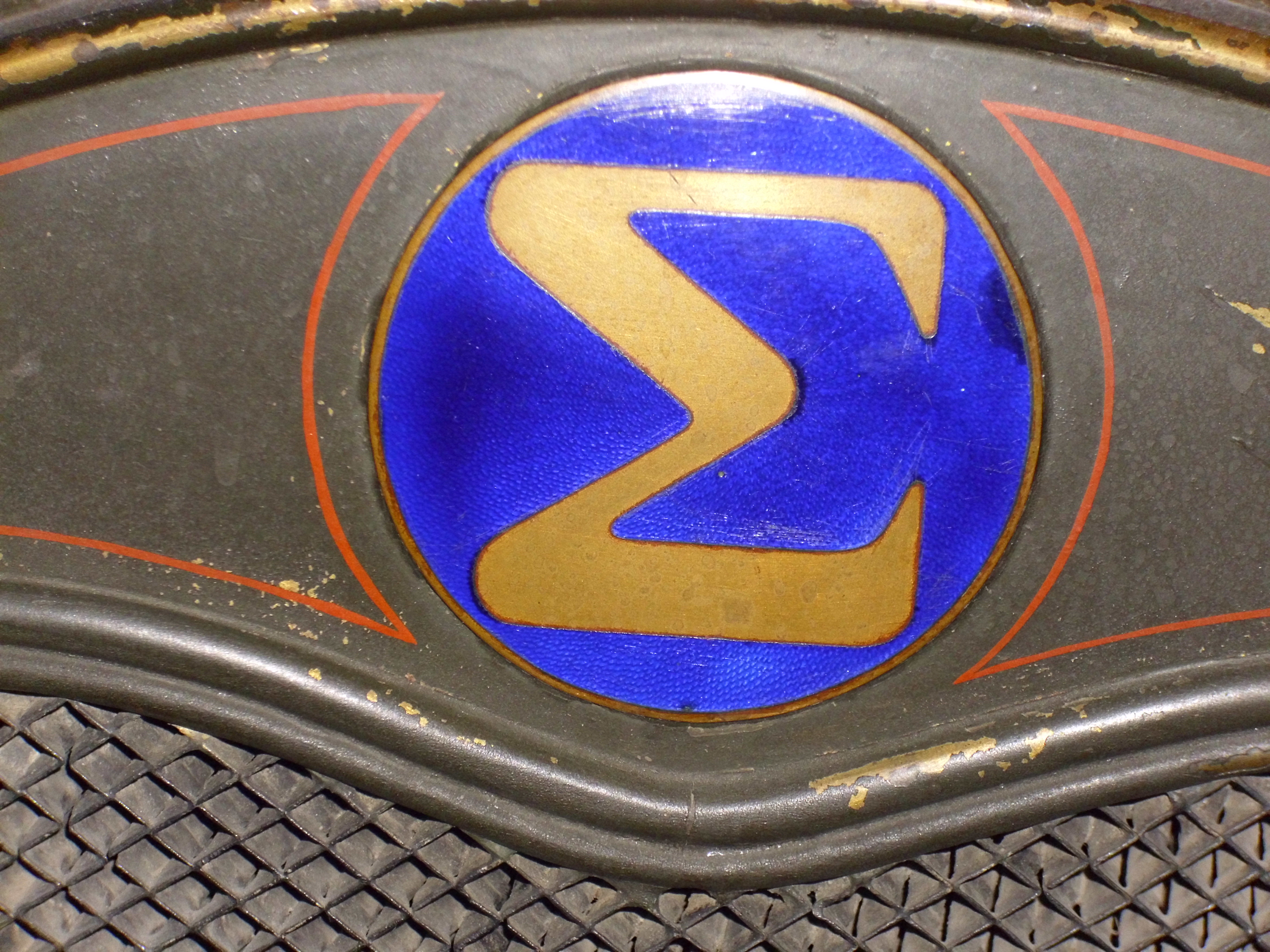
Emblem

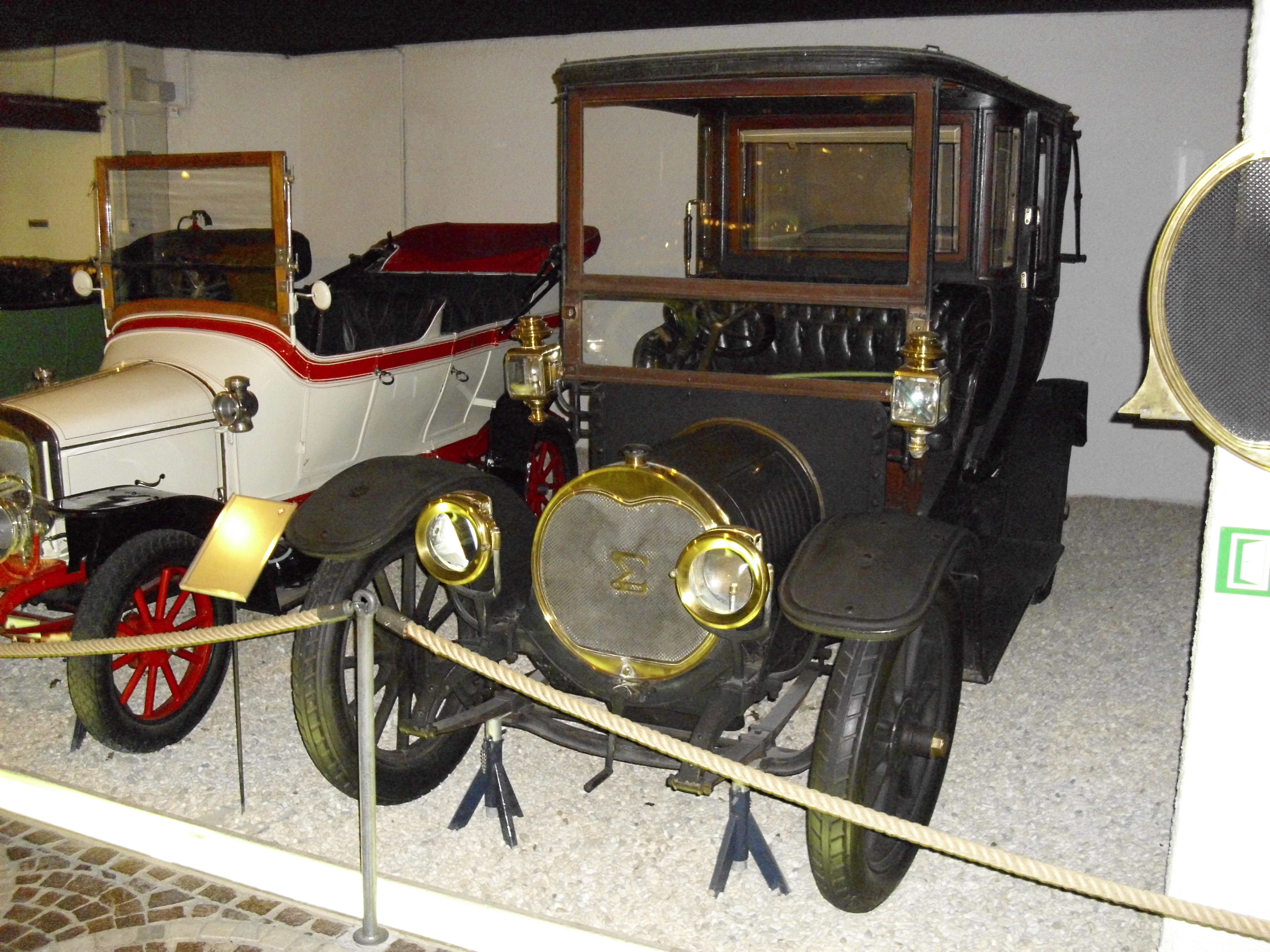
Sigma von 1910

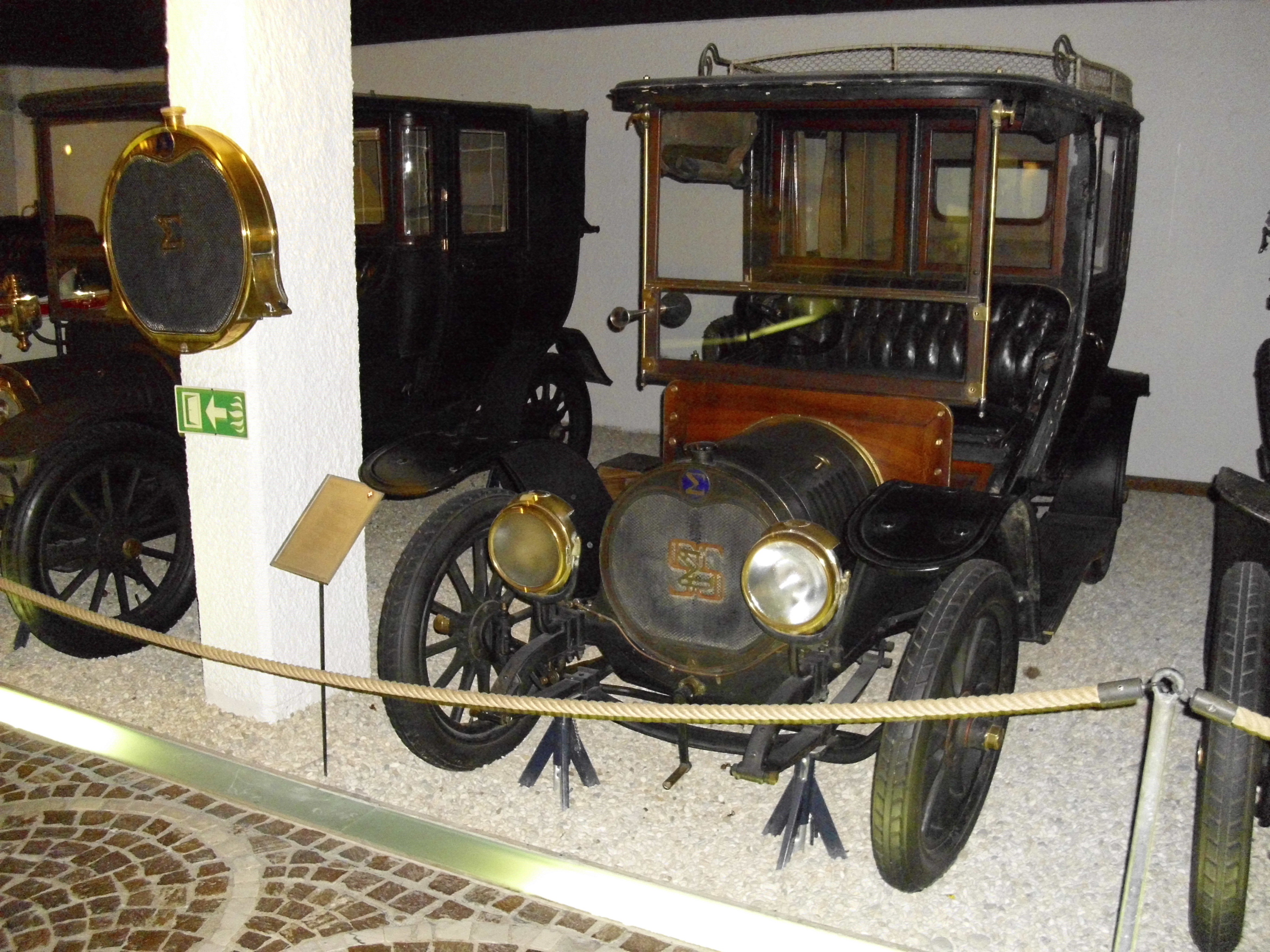
Sigma von 1911

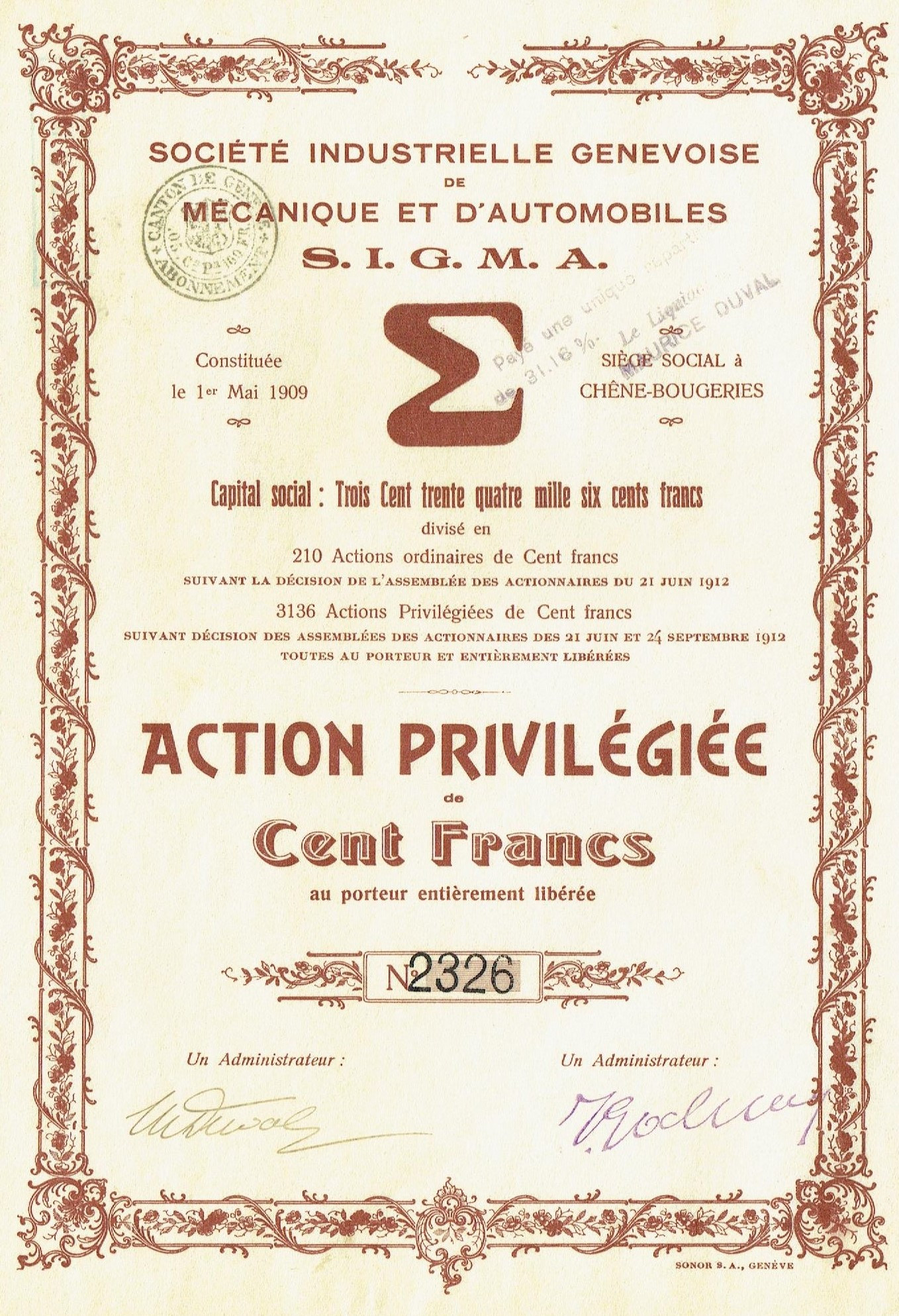
Vorzugsaktie der Société Industrielle Genevoise de Mécanique et d’Automobiles vom 24. September 1912

Die Société Industrielle Genevoise de Mécanique et d’Automobiles war ein Schweizer Automobilhersteller. Der Markenname lautete Sigma.

## Unternehmensgeschichte
Das Unternehmen begann 1909 in der ehemaligen Fabrik der Société des Établissements L. Picker, Moccand & Cie in Genf mit der Produktion von Automobilen. 1912 wurde das Unternehmen in eine Aktiengesellschaft umgewandelt. Aufgrund des Ersten Weltkrieges wurde 1914 die Automobilproduktion nach etwa 250 Fahrzeuge eingestellt. Die Firma widmete sich nun der Herstellung von Kriegsmaterial.

## Fahrzeuge
Das erste Modell war der 8/11 CV, der mit einem Vierzylindermotor mit 1593 cm³ Hubraum ausgestattet war und bis etwa 1911 produziert wurde. 1910 folgten zwei Modelle mit Vierzylinder-Schiebermotor, der 18 CV mit 2614 cm³ Hubraum und der 28 CV mit 4576 cm³ Hubraum. 1912 erschienen zusätzlich die Modelle 15 CV und 25 CV Grand Tourisme.
Zwei Fahrzeuge dieser Marke sind im Musée de l’automobile de la Fondation Pierre Gianadda in Martigny zu besichtigen.